# Seestadt (métro de Vienne)
Seestadt (en allemand : U-Bahn-Station Seestadt) est la station terminus est de la ligne U2 du métro de Vienne. Elle est située dans le quartier d'Aspern, de la station balnéaire, sur le territoire du XXIIe arrondissement Donaustadt, à Vienne en Autriche.
Mise en service en 2013, elle est desservie par les rames de la ligne U2 du métro de Vienne qui depuis le 28 mai 2021 ont pour terminus ouest provisoire Schottentor, avant l'ouverture du prolongement de la ligne prévu de 2028 à 2032.

## Situation sur le réseau

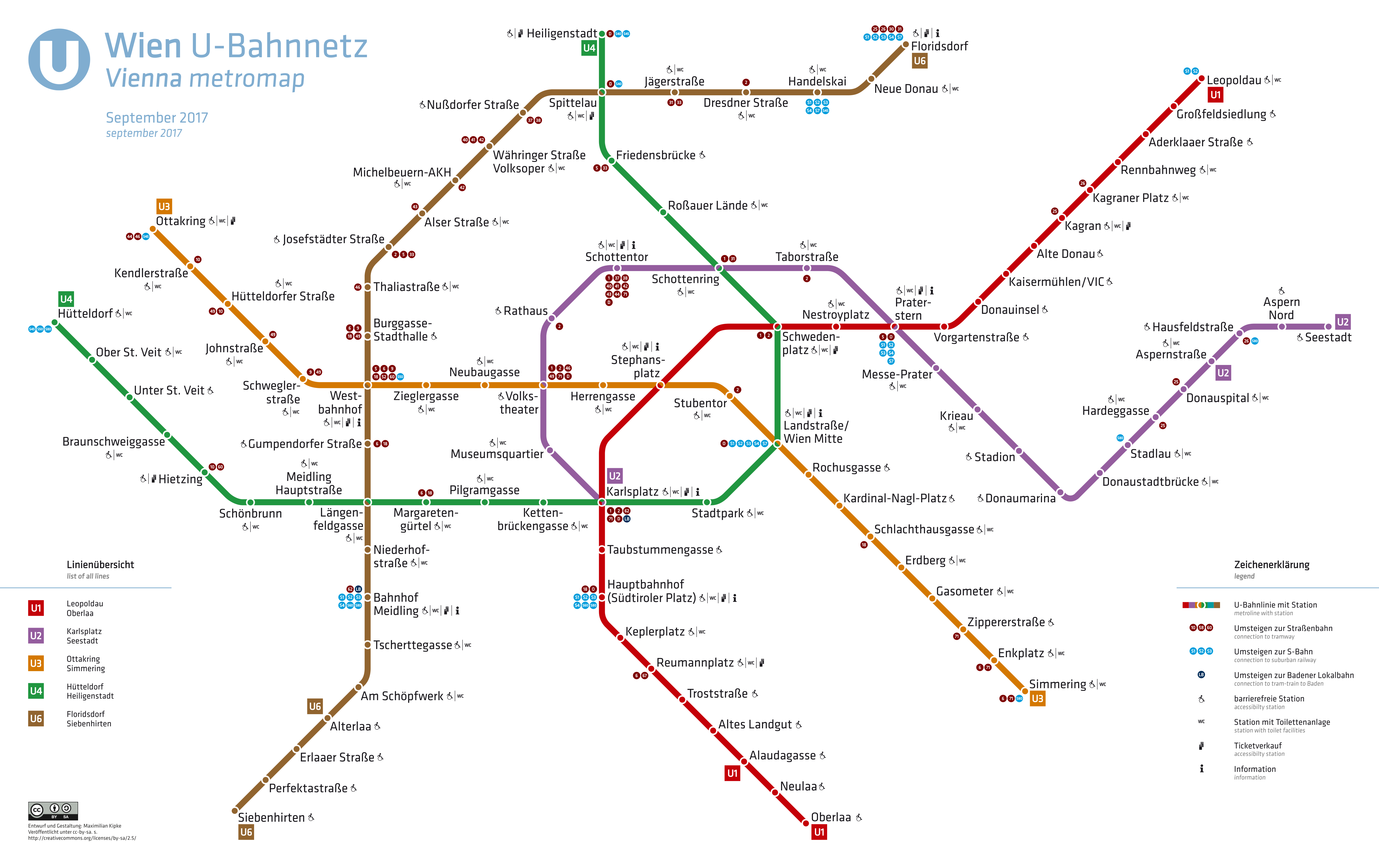
Plan du métro (2017).

Établie en aérien Seestadt est la station terminus est de la ligne U2 du métro de Vienne, elle est située avant la station Aspern Nord, en direction du terminus ouest Schottentor.
Elle dispose d'un quai central encadré par les deux voies de la ligne. Station terminus elle dispose de voies aériennes capables de garées six longues rames

## Histoire
La station Seestadt est mise en service le 5 octobre 2013, lors de l'ouverture à l'exploitation des 4,2 km du prolongement de Aspernstrasse à Seestadt.
Le 28 mai 2021, la ligne est modifiée, son terminus est reste Seestadt mais son terminus ouest devient provisoirement Schottentor, après la fermeture pour travaux de la section de Schottentor à Karlsplatz. Ceci ayant lieu dans le cadre du réaménagement de cette portion de ligne et des stations pour son intégration dans la nouvelle ligne U5 automatique et la construction d'un nouveau prolongement de la ligne U2 dont l'ouverture programmée s'échelonne de 2028 à 2032,.
Durant l'été 2022, des travaux sur la Stadtstraße nécessitent l'arrêt des circulations entre l'Aspernstrasse et Seestadt du 1er juillet au 4 septembre, et la mise en place d'un système de remplacement en bus.

## Services aux voyageurs

### Accès et accueil
La station est située de part et d'autre du Asperner See (de). Au sud elle dispose d'un accès sur la Wangari-Maathai-Platz et au nord de deux accès. Au nord et au sud elle dispose d'un ascenseur permettant l'accessibilité aux personnes à la mobilité réduite (voir plan ci-dessous).

Installations
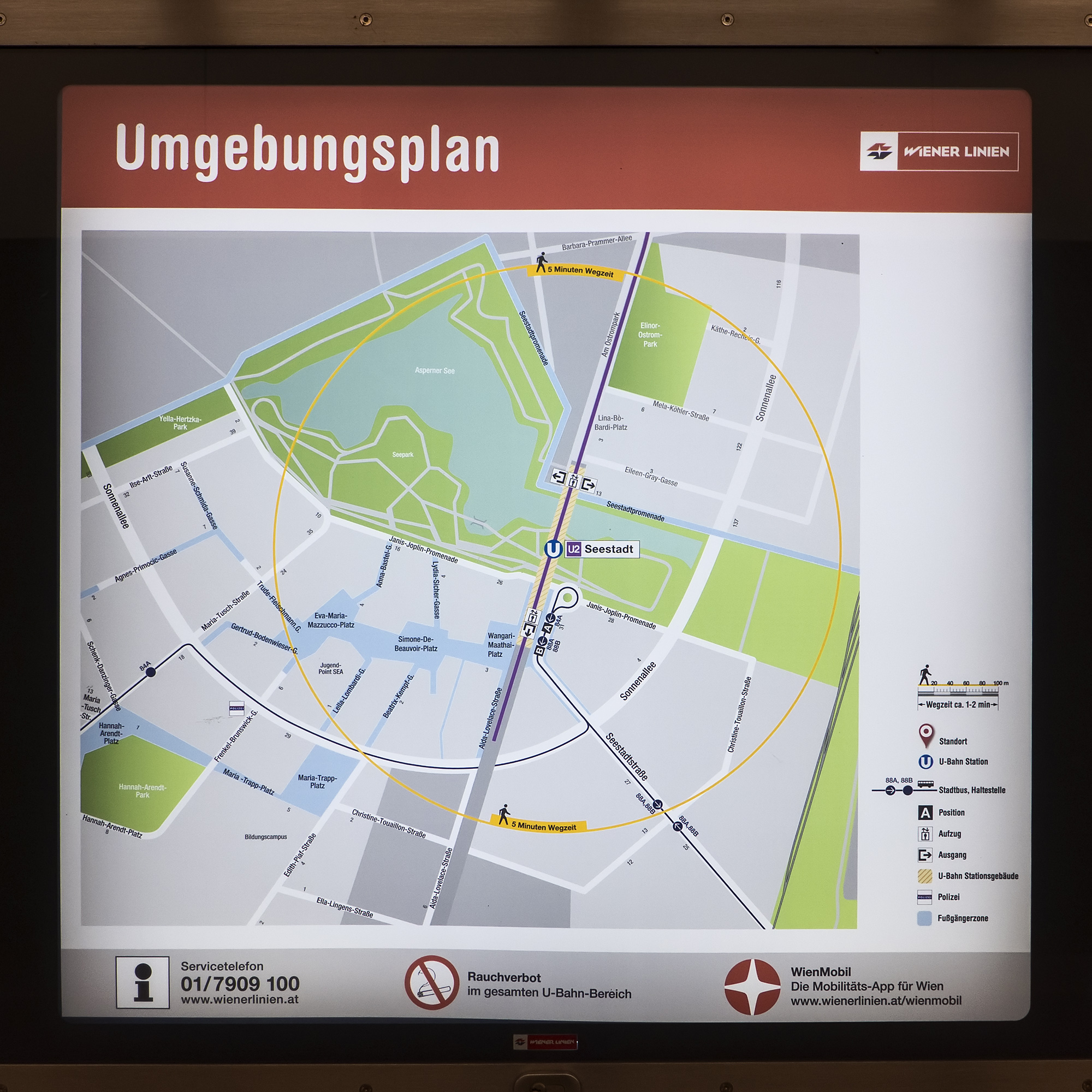
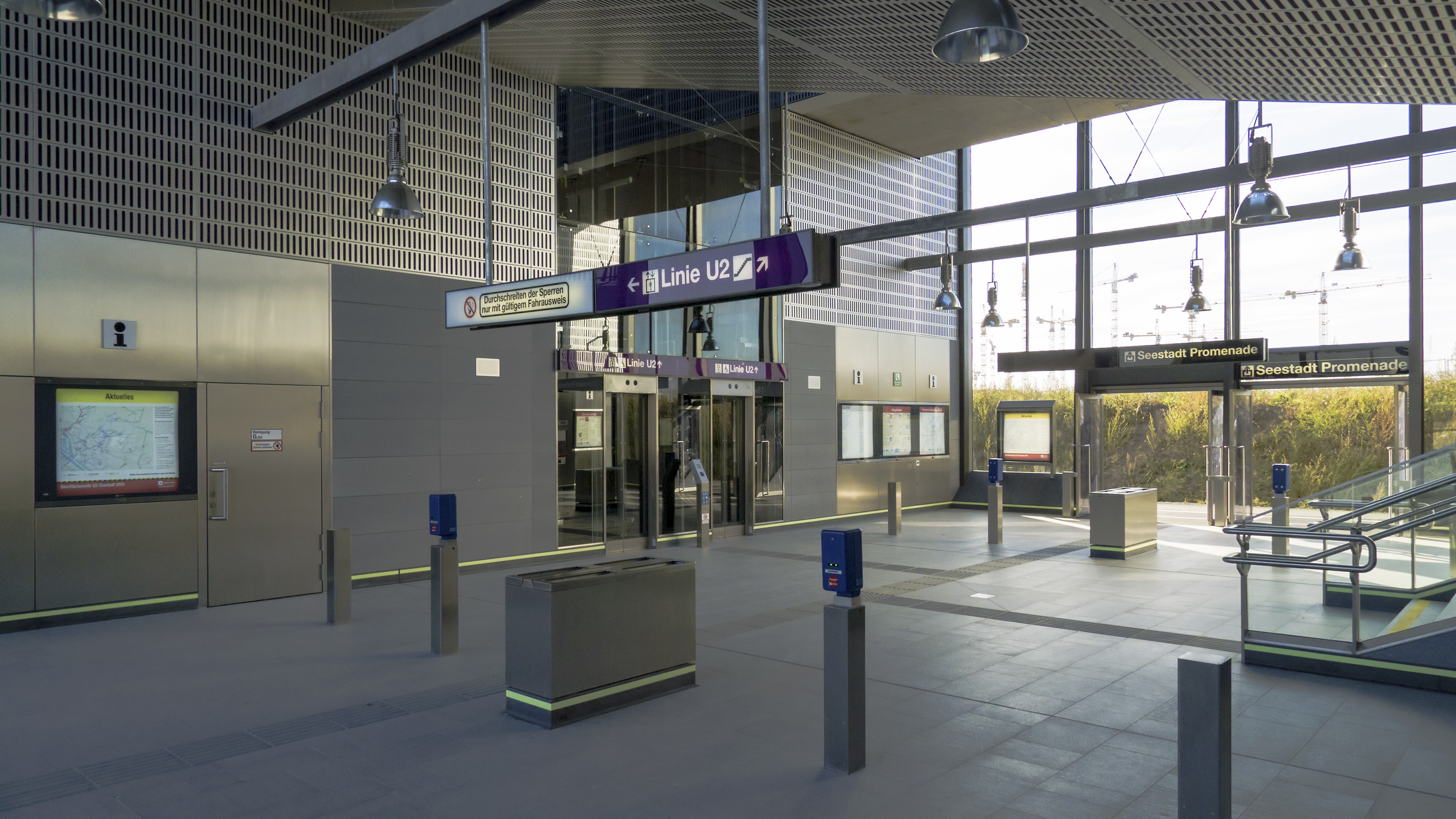
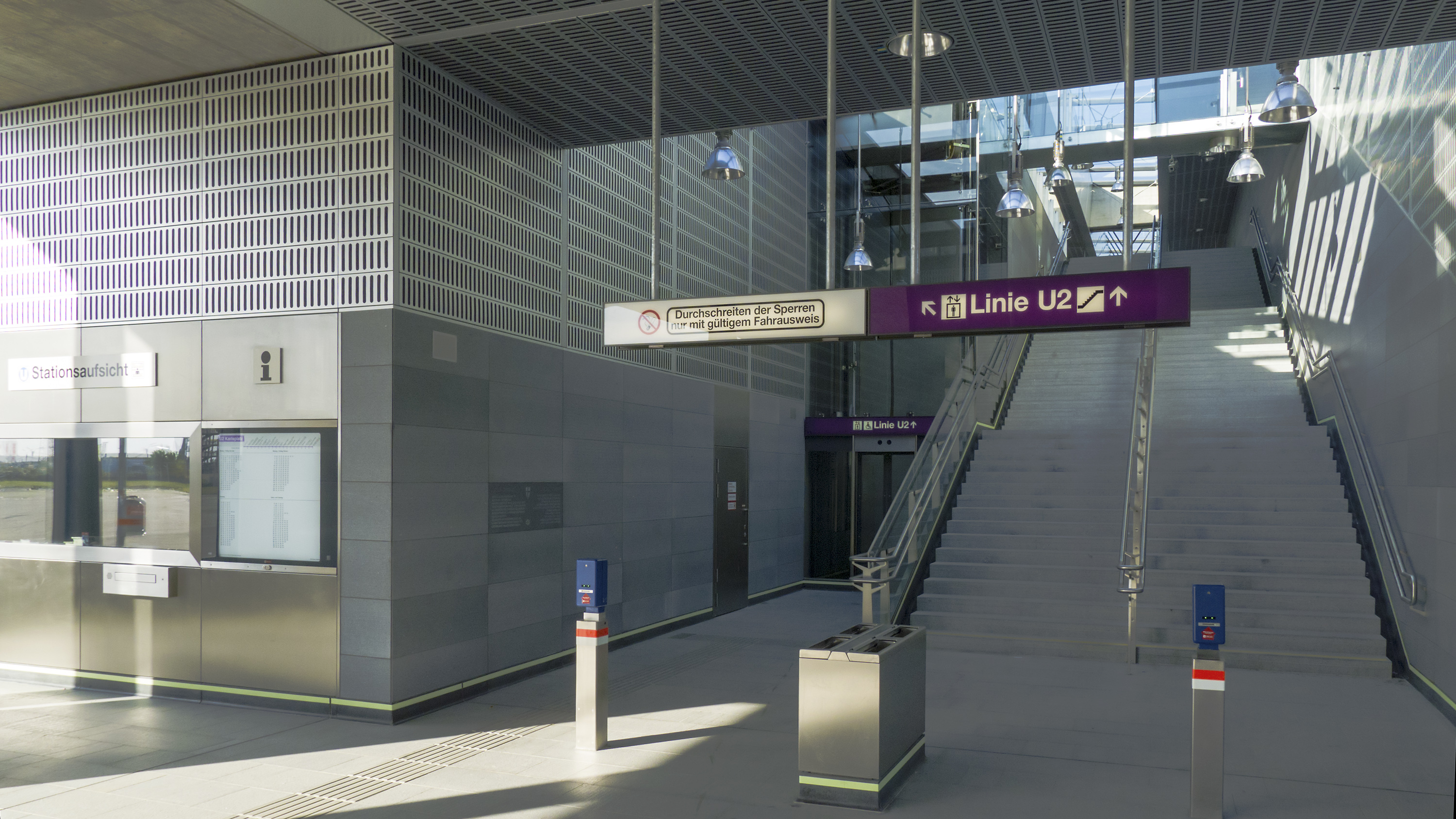

### Desserte
Seestadt est desservie par les rames de la ligne U2 du métro de Vienne.

Installations et desserte
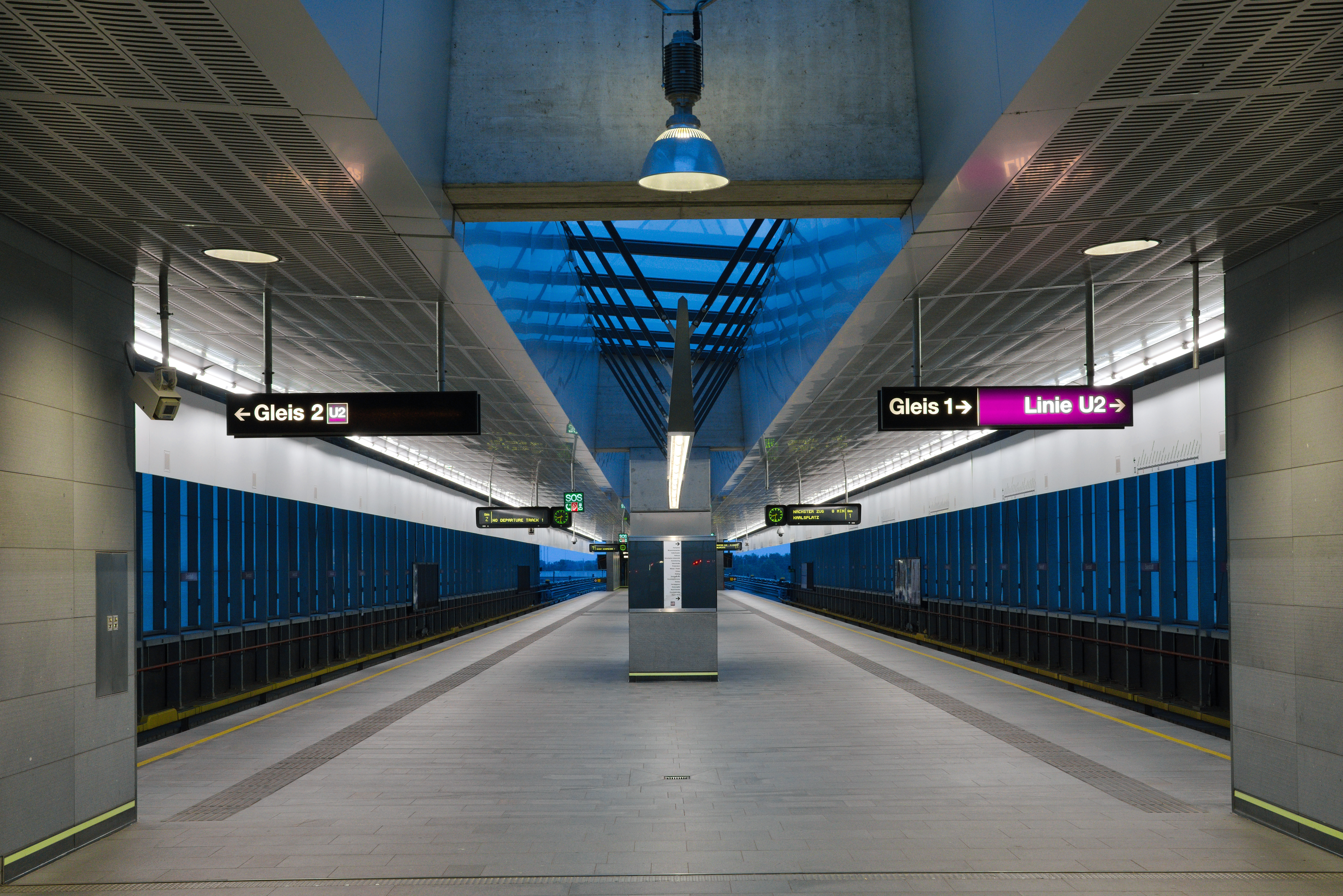
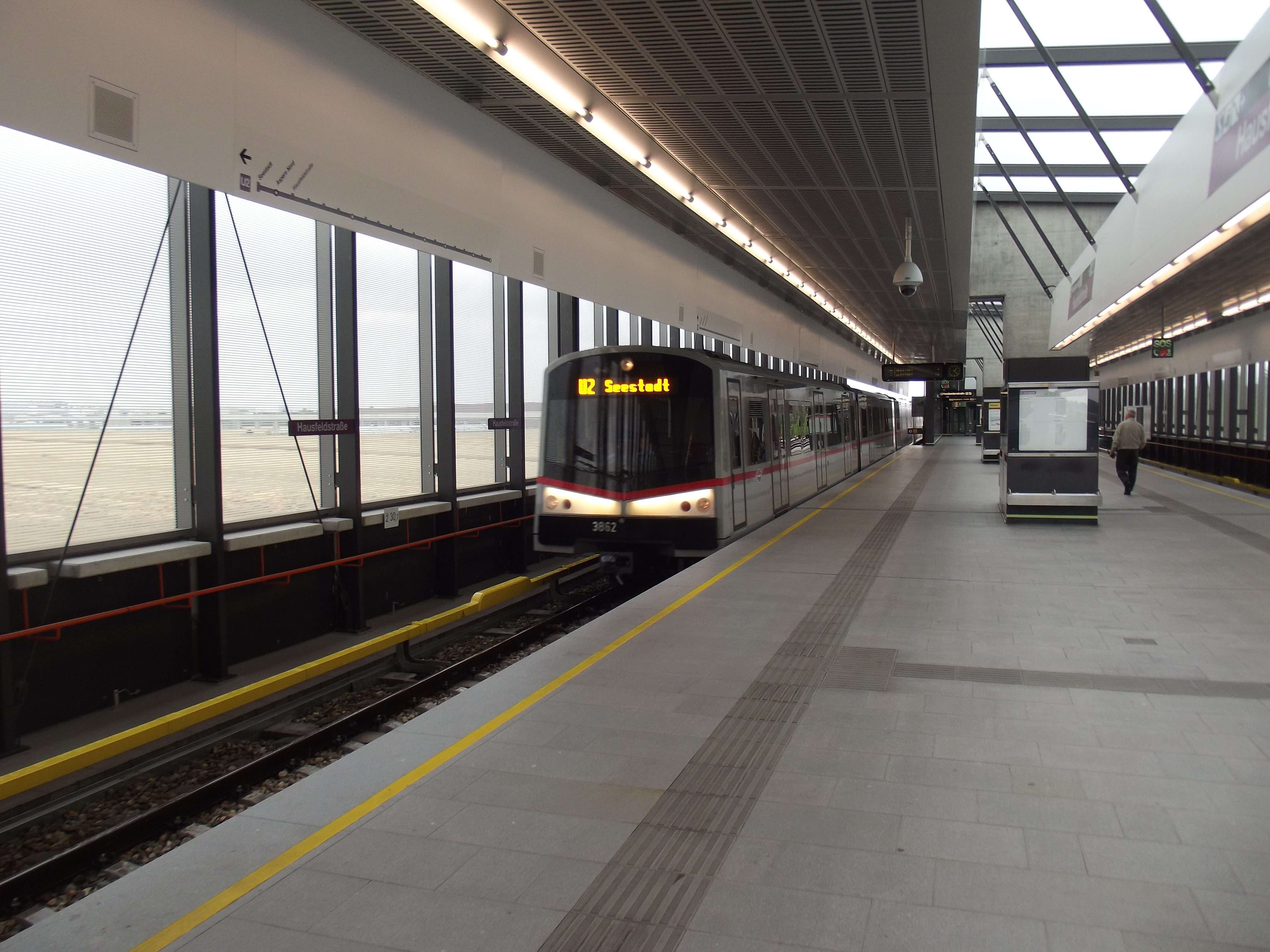
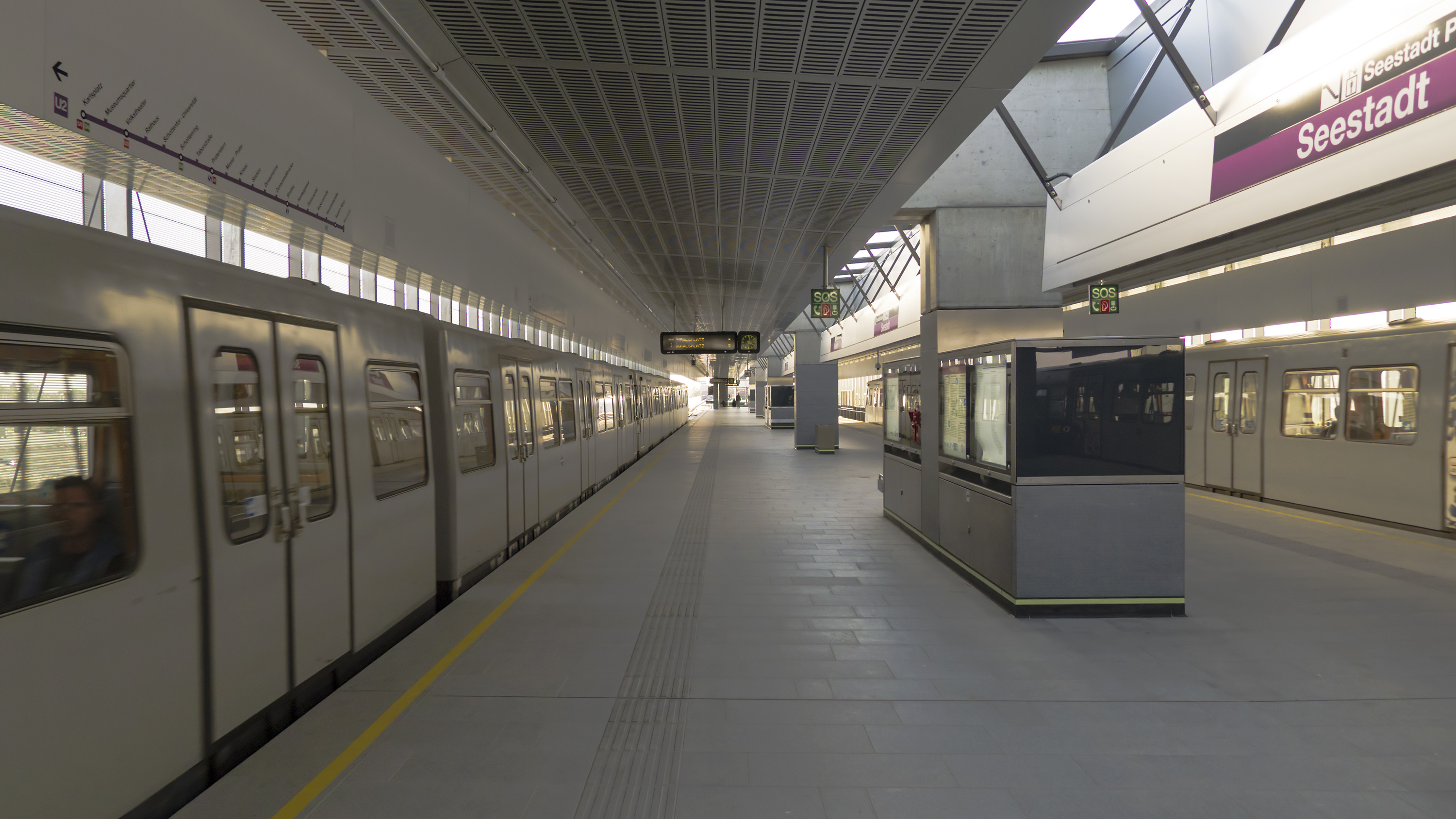

### Intermodalité
L'accès sud est situé dispose à proximité d'arrêts de bus desservis par les lignes 84A, 88A et 88B.

Correspondances bus
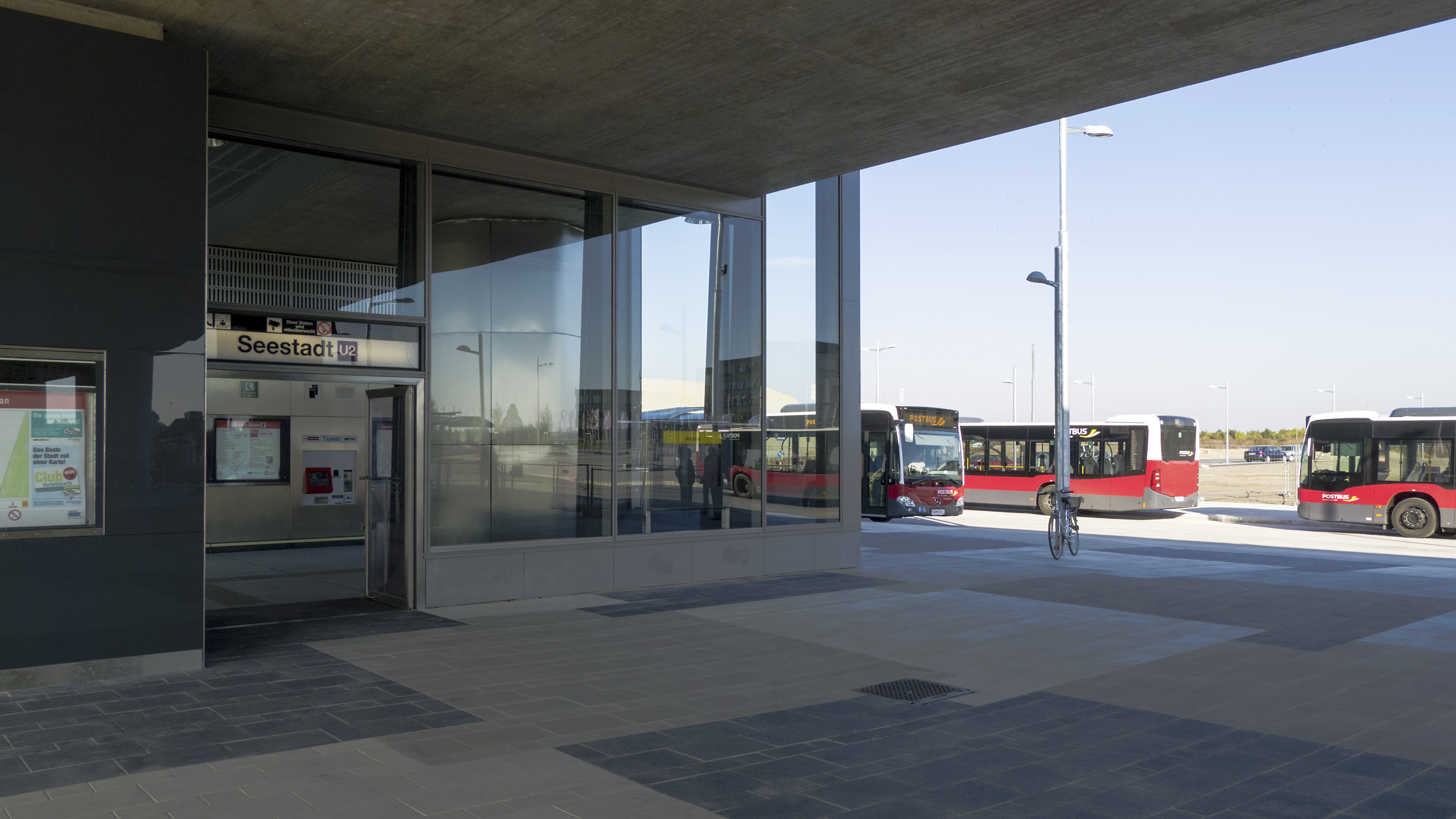
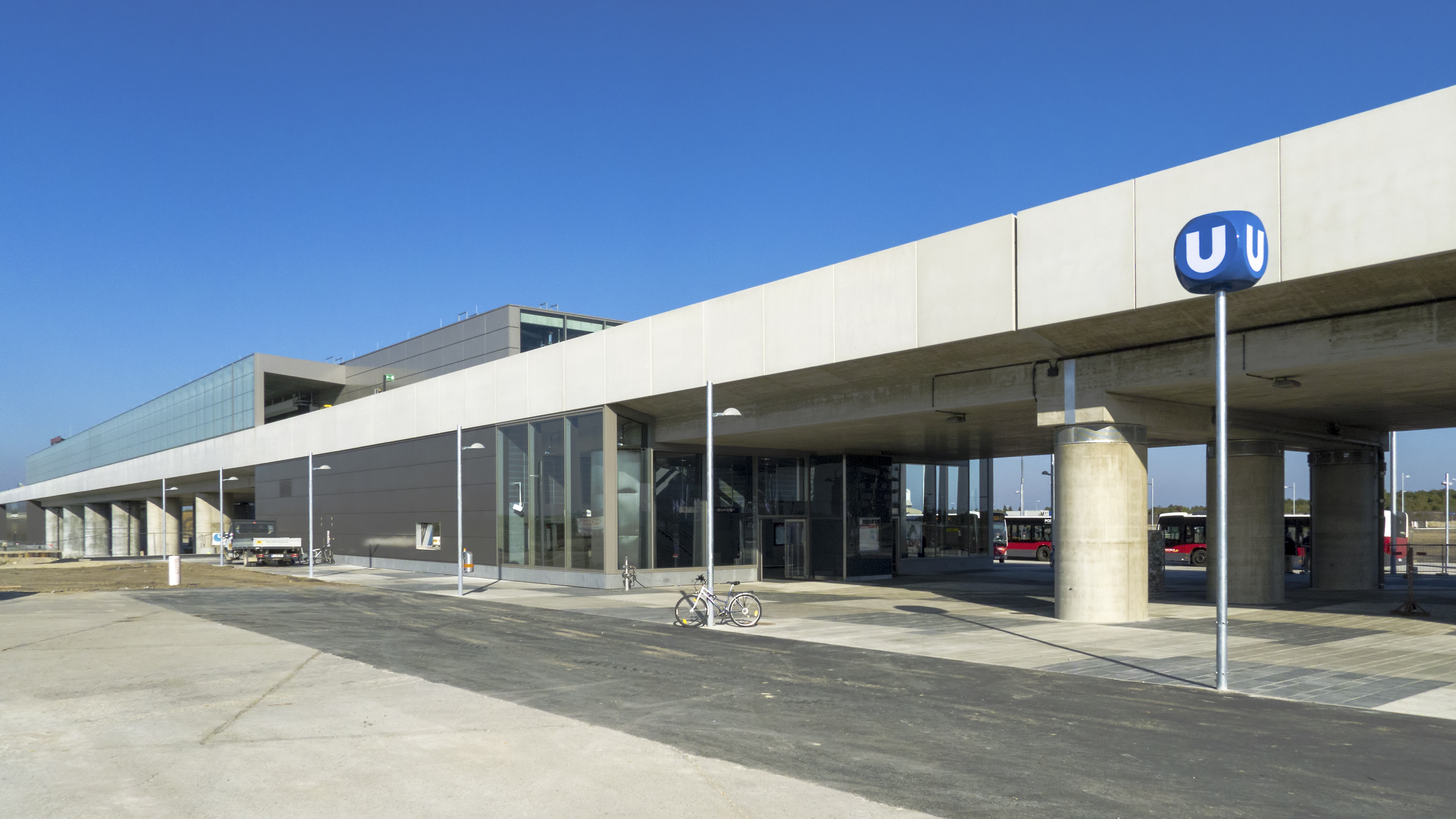
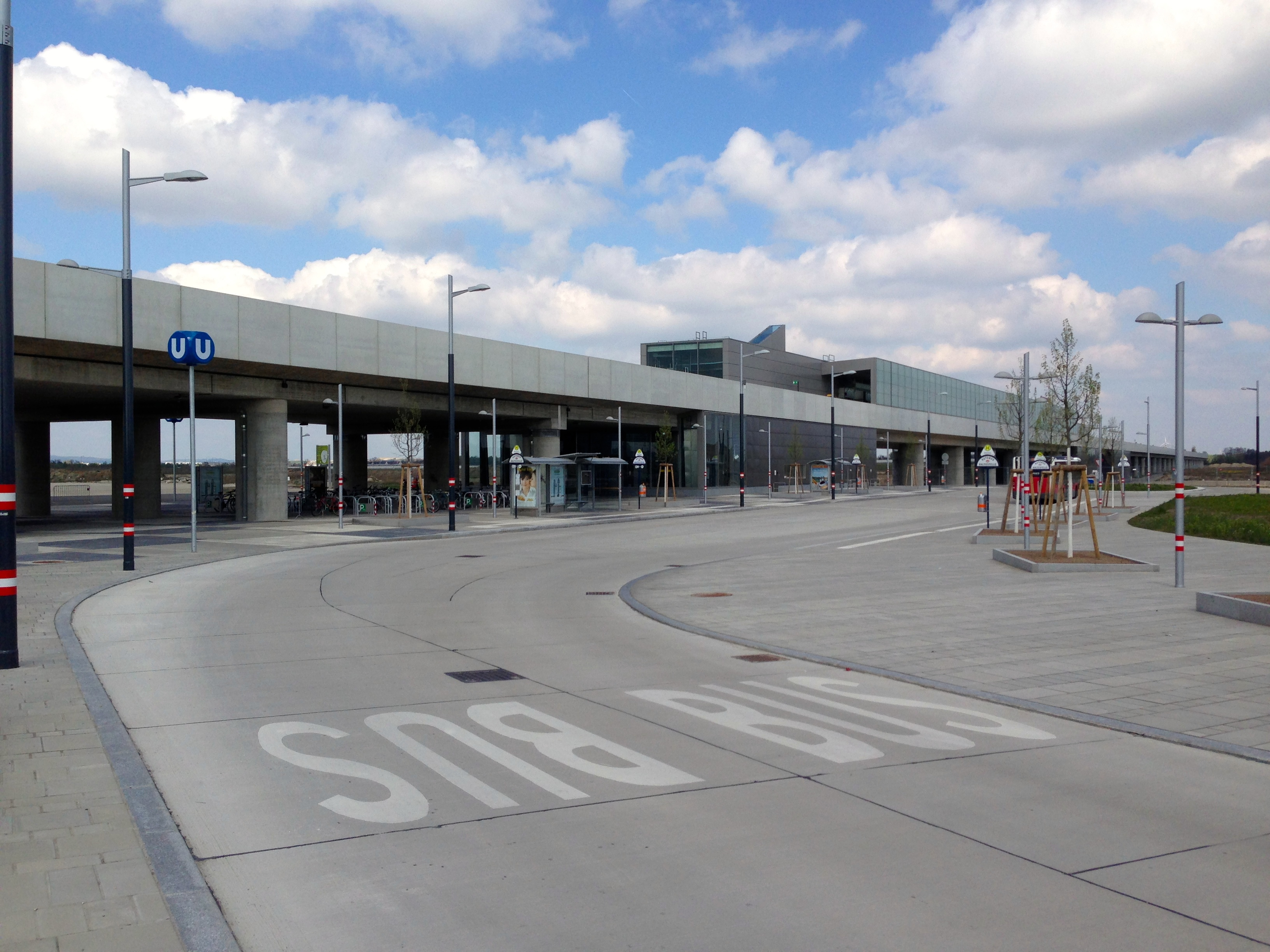

## À proximité
- Asperner See (de)